# Wieża Bismarcka na Kopisku
Wieża Bismarcka na Kopisku (według oficjalnej terminologii w Boguszowie-Gorcach) – nieistniejąca już wieża Bismarcka, stojąca na szczycie wzgórza Kopisko (dawniej Bismarcka).

## Historia
Wieża powstała z inicjatywy Towarzystwa Karkonoskiego – sekcji Boguszów-Gorce pod przewodnictwem dr F. Brandstaettera. Na miejsce budowy wybrano wzgórze Winklerberg, które po wybudowaniu wieży zmieniło nazwę na wzgórze Bismarcka. Do realizacji wybrano projekt jeleniogórskiego rzeźbiarza i architekta Alfreda Daehemla, twórcy wieży Bismarcka w Staniszowie. Wykonanie robót zlecono A. Daehmelowi. 2 września 1902 roku odbyło się uroczyste otwarcie wieży. Wieża została wysadzona w 1947 roku (pierwsza, nieudana próba wysadzenia miała miejsce 22 lipca 1947 roku).

## Dane techniczne
- wysokość: 11 metrów
- wykonanie: granit jeleniogórski, przenośna blaszana misa ogniowa
- koszt: 4100 marek